# Bodtjärnen (Åsarne socken, Jämtland)
Bodtjärnen är en sjö i Bergs kommun i Jämtland och ingår i Ljungans huvudavrinningsområde. Sjön har en area på 0,0416 kvadratkilometer och ligger 584,8 meter över havet. Sjön avvattnas av vattendraget Vävelsjöån.

## Delavrinningsområde
Bodtjärnen ingår i det delavrinningsområde (696987-138670) som SMHI kallar för Mynnar i Flåsjön. Medelhöjden är 584 meter över havet och ytan är 10,75 kvadratkilometer. Det finns ett avrinningsområde uppströms, och räknas det in blir den ackumulerade arean 20,3 kvadratkilometer. Vävelsjöån som avvattnar avrinningsområdet har biflödesordning 2, vilket innebär att vattnet flödar genom totalt 2 vattendrag innan det når havet efter 284 kilometer. Avrinningsområdet består mestadels av skog (91 procent). Avrinningsområdet har 0,49 kvadratkilometer vattenytor vilket ger det en sjöprocent på 4,5 procent.